# Chiến dịch Chattanooga

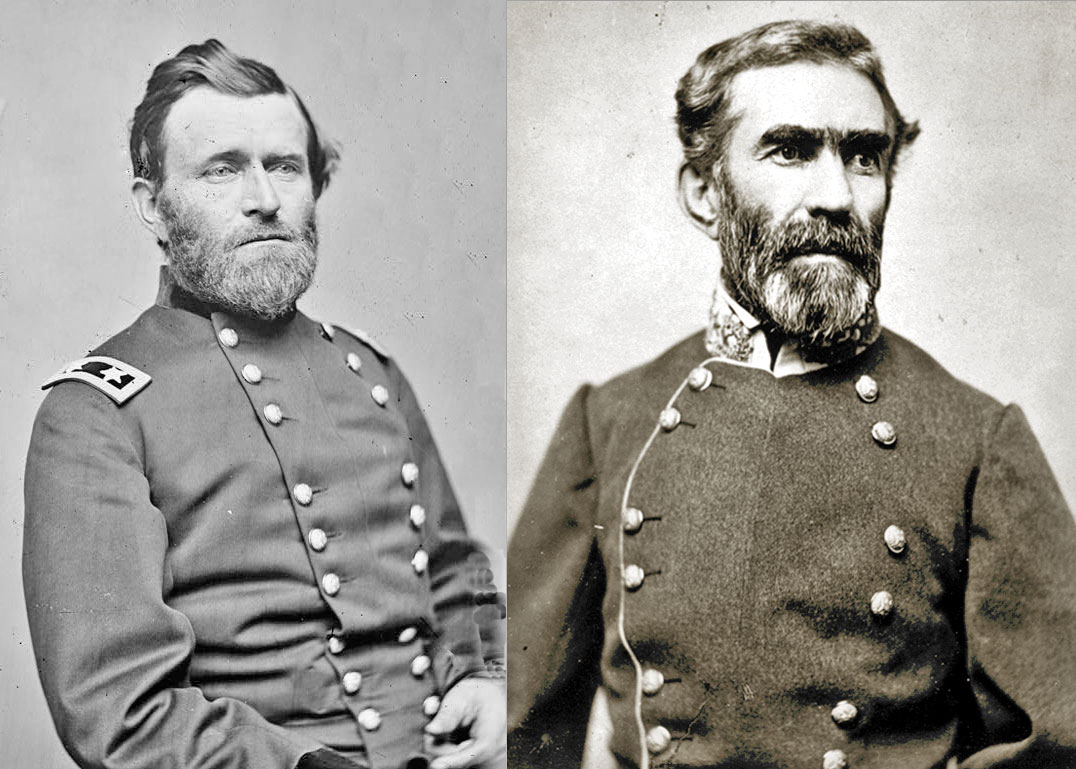
Ulysses S. Grant và Braxton Bragg, hai viên tướng tư lệnh trong Chiến dịch Chattanooga

Chiến dịch Chattanooga, hay thường được gọi là trận Chattanooga thứ ba hoặc Chuỗi trận giành Chattanooga, là một loạt các hoạt động và trận đánh trong tháng 10 và 11 năm 1863 thời Nội chiến Hoa Kỳ. Sau thất bại của Binh đoàn Cumberland do thiếu tướng miền Bắc William S. Rosecrans chỉ huy trong trận Chickamauga vào tháng 9, quân miền Nam thuộc Binh đoàn Tennessee của tướng Braxton Bragg đã bao vây Rosecrans và đội quân của ông ta tại Chattanooga, Tennessee sau khi chiếm được những cao điểm chủ chốt xung quanh thành phố. Thiếu tướng Ulysses S. Grant được phong chức tổng chỉ huy toàn bộ lực lượng quân miền Bắc tại mặt trận miền Tây và bắt đầu điều một lực lượng tăng viện lớn từ Mississippi và miền Đông đến cho Chattanooga.
Sau khi mở một tuyến đường tiếp tế ("tuyến Cracker") để cung cấp cho binh lính và vật nuôi đang bị đói khát trong thành phố, quân đội của Grant đã đánh bại một cuộc phản công của miền Nam trong trận Wauhatchie các ngày 28–29 tháng 10 năm 1863. Đến 23 tháng 11, Binh đoàn Cumberland do thiếu tướng George H. Thomas chỉ huy đã tiến từ các công sự phòng thủ quanh Chattanooga ra chiếm khu đất cao nhỏ tại Orchard Knob trong khi Binh đoàn sông Tennessee của thiếu tướng William T. Sherman bất ngờ tấn công sườn phải của Bragg tại đỉnh Missionary. Ngày 24 tháng 11, đội quân đến từ miền Đông của thiếu tướng Joseph Hooker đã đánh bại quân miền Nam trong trận Lookout Mountain và bắt đầu tiến về sườn trái của Bragg nằm ở Rossville, Georgia.
Trong ngày 25 tháng 11, cuộc tấn công bên cánh phải của Sherman không thu được mấy thắng lợi. Với hy vọng làm phân tán sự chú ý của Bragg, Grant đã để cho Thomas tiến công vào trung tâm phòng tuyến đối phương tại căn cứ Missionary Ridge. Do hiểu sai mệnh lệnh và lại chịu sức ép của tình hình chiến thuật, quân của Thomas đã tràn lên tận đỉnh Missionary, đánh tan Binh đoàn Tennessee, buộc họ phải rút chạy về Dalton, Georgia, nhưng vẫn đánh bại được cuộc truy kích của quân miền Bắc trong trận Ringgold Gap sau đó. Thất bại của Bragg đã đặt dấu chấm hết cho quyền kiểm soát cuối cùng của phe miền Nam tại Tennessee và mở đường cho quân miền Bắc tấn công vào vùng Thâm Nam, dẫn đến chiến dịch Atlanta của Sherman trong năm 1864.